# 12281 Chaumont
12281 Chaumont este o planetă minoră (asteroid), cu un diametru de 15,985 km, din centura de asteroizi. A fost descoperită pe 16 noiembrie 1990 la Observatorul European Austral de Eric Walter Elst și a fost numită după Chaumont. 
Obiectul prezintă o orbită caracterizată de o semiaxă mare de 2,7384646 UAi, o excentricitate de 0,01, o înclinație de 6,35582 ° în raport cu ecliptica.